# Congregazione olivetana
La Congregazione olivetana  (in latino Congregatio Sanctae Mariae Montis Oliveti) è una congregazione monastica dell'Ordine di San Benedetto: i monaci olivetani pospongono al loro nome la sigla O.S.B.Oliv.
La congregazione, sorta presso Siena come comunità eremitica a opera di san Bernardo Tolomei, per volere del vescovo di Arezzo Guido Tarlati passò al cenobitismo sotto la regola di san Benedetto.
La congregazione si caratterizza per la limitazione temporale della carica di abate (gli abati benedettini erano eletti a vita) e per la facilità con cui i monaci possono trasferirsi da un monastero a un altro (i monaci benedettini erano obbligati dal voto di stabilità a risiedere nel monastero dove avevano professato).

## Storia

### Origini

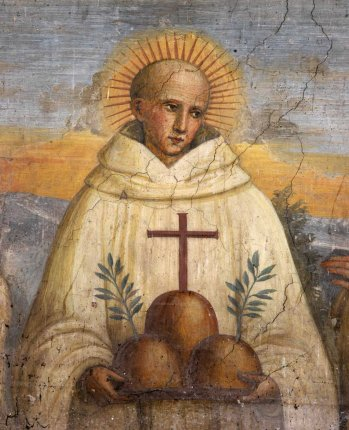
San Bernardo Tolomei regge il simbolo degli olivetani

La congregazione venne fondata da san Bernardo Tolomei (1272-1348), al secolo Giovanni. Egli apparteneva a una nobile famiglia senese. Venne educato presso i domenicani del convento del Camporegio e poi si laureò presso l'università di Siena: ricoprì le cariche di giureconsulto, gonfaloniere delle milizie e capitano del popolo; contemporaneamente, partecipava alle attività della confraternita dei Disciplinati della Scala ed ebbe modo di conoscere Patrizio Patrizi e Ambrogio Piccolomini.
Dopo essere guarito da una malattia che gli aveva causato una temporanea cecità, abbandonò la vita mondana e si ritirò assieme con Patrizi e Piccolomini ad Accona, dove condusse vita di penitenza ed eremitica. Adottò il nome di Bernardo in omaggio al santo abate cistercense di Chiaravalle.
Attorno alla figura di Bernardo Tolomei si riunì presto una comunità: secondo la tradizione agiografica Bernardo ebbe la visione di una moltitudine di monaci in abito bianco che saliva una scala d'argento al vertice della quale stavano Gesù e Maria. Per evitare che il suo movimento si confondesse con gruppi eretici, Bernardo si rivolse a papa Giovanni XXII, all'epoca residente ad Avignone, chiedendo il riconoscimento pontificio. Il papa affidò i monaci a Guido Tarlati, vescovo di Arezzo, che fece adottare loro la regola di san Benedetto e il 26 marzo 1319 emanò la Charta fundationis del monastero della Vergine di Monteoliveto: il 29 marzo successivo i membri della comunità presero l'abito religioso ed emisero la loro professione nelle mani del delegato vescovile.

### Diffusione del monachesimo olivetano

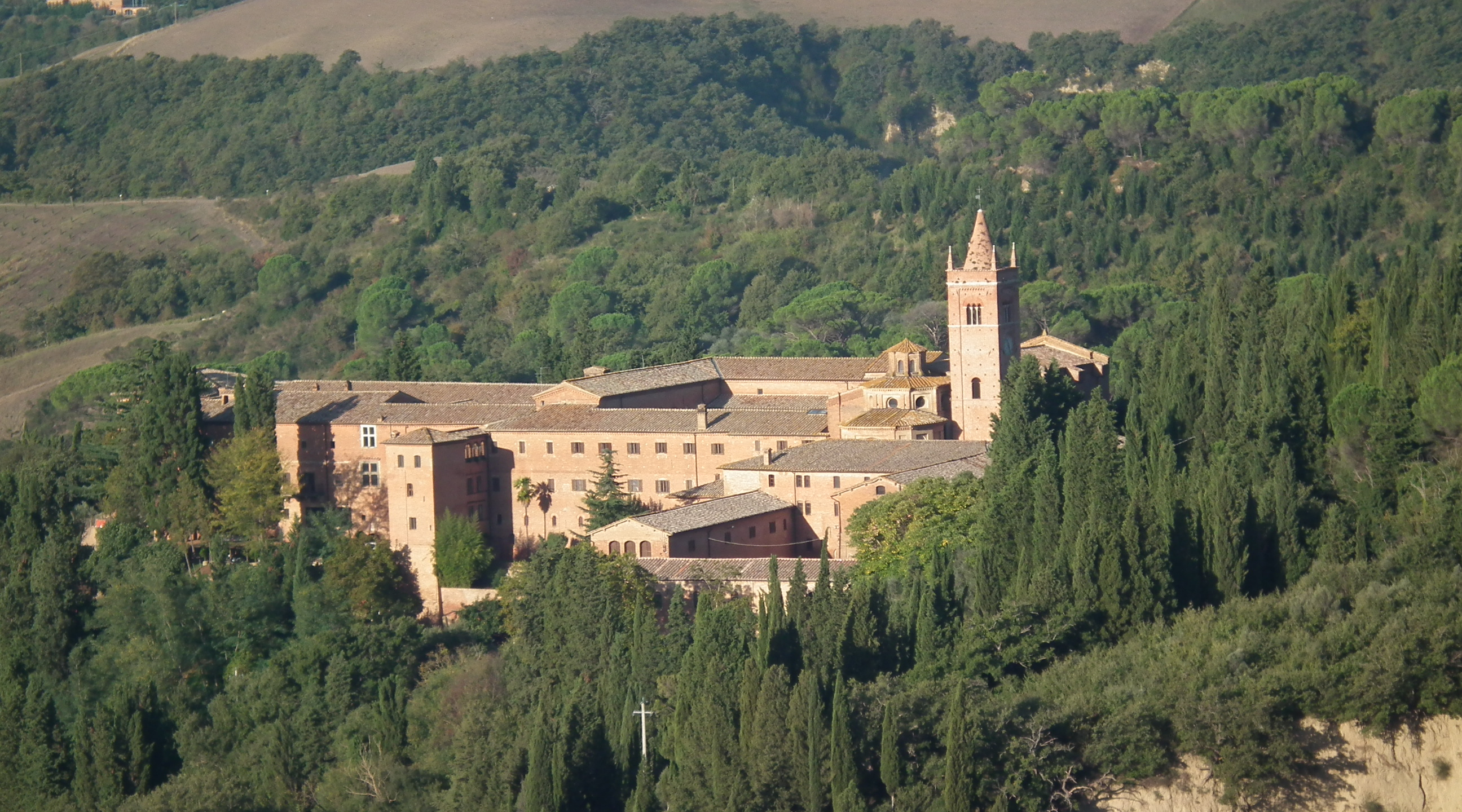
L'abbazia di Monte Oliveto maggiore

Per evitare che il governo dell'abbazia cadesse in mano a personalità estranee alla comunità monastica, interessate solo a depredare i beni del monastero, la durata dell'ufficio abbaziale venne limitata a un solo anno (si prese a modello l'organizzazione politica della Repubblica senese, dove le magistrature erano annuali). Il primo abate fu Patrizi, seguito da Piccolomini e poi da Simone di Tura: Bernardo Tolomei fu il quarto abate e, in via eccezionale, mantenne l'abbaziato a vita.
Sotto il governo di Tolomei il monachesimo olivetano si consolidò e si diffuse. Sotto il suo generalato ebbero luogo altre fondazioni: San Benedetto a Siena (1322), San Bernardo ad Arezzo (1333), San Bartolomeo a Firenze (1334), Sant’Anna in Camprena a Pienza (1334), San Donato a Gubbio (1338), Santi Feliciano e Niccolò a Foligno (1339), Santa Maria in Domnica a Roma (1339-1340), Sant'Andrea a Volterra (1339), Santa Maria di Barbiano a San Gimignano (1340).
La congregazione venne approvata da papa Clemente VI il 21 marzo 1344.

### Decadenza e restaurazione della congregazione
Nel periodo di massima fioritura (1524) la congregazione arrivò a contare circa 1190 monaci, ma nel XVIII secolo i monasteri olivetani vennero soppressi prima in Veneto, poi in Lombardia e Toscana; le secolarizzazioni della Repubblica Cisalpina del 1797 e del 1808 segnarono il tracollo del monachesimo olivetano.
Le sorti del monachesimo olivetano si risollevarono nella seconda metà del XIX secolo, quando vennero restaurate le comunità di Santa Maria Nova a Roma, San Benedetto a Seregno, San Prospero a Camogli, Santi Giuseppe e Benedetto a Settignano, San Miniato al Monte a Firenze e altre.
Nel 1960 la congregazione ha aderito alla confederazione benedettina.

## Il governo della congregazione
La congregazione è retta da un abate generale, eletto con un mandato di sei anni dal capitolo generale, che è anche abate ordinario dell'abbazia di Monte Oliveto Maggiore; nel governo dell'istituto, egli è coadiuvato da quattro definitori. Anche il mandato dei priori dei singoli monasteri, di norma, è di sei anni, ma ciascuna comunità ha facoltà di stabilire mandati di altra durata o di rendere vitalizia la carica (in questo caso, però, il priore è tenuto a dimettersi al raggiungimento del 75º anno di età).
L'abate generale risiede presso l'abbazia di Monte Oliveto Maggiore a Chiusure; presso il monastero di Santa Maria Nuova a Roma risiede il procuratore generale della congregazione.

## L'abito olivetano

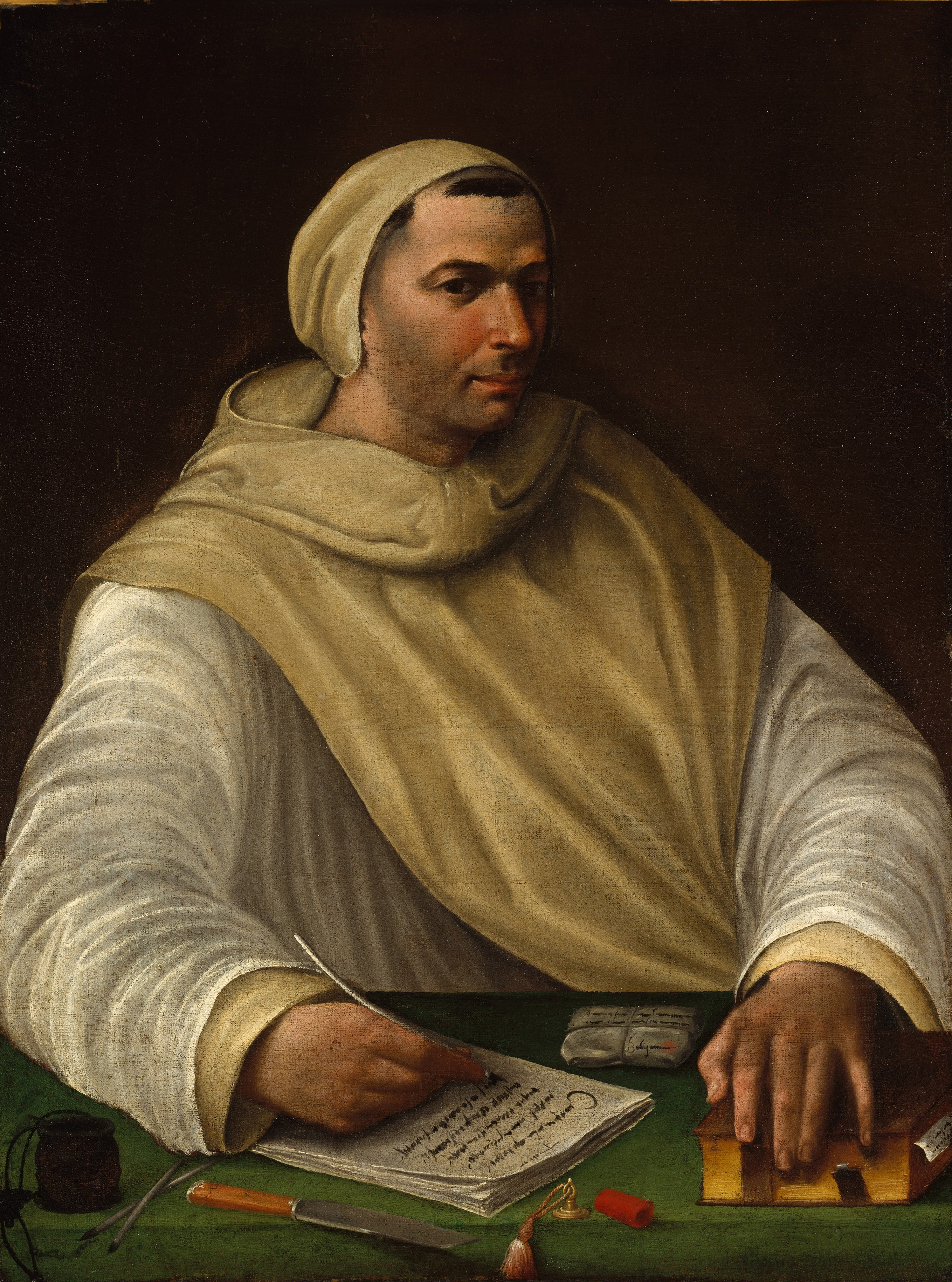
Battista Franco (attr.), Ritratto di un monaco olivetano (XVI secolo)

L'abito degli olivetani è costituito da tonaca, scapolare con cappuccio, cintura, cocolla e mantello bianchi, in segno di devozione alla Vergine.

## Monache e suore olivetane
Il ramo femminile delle monache olivetane è sempre stato poco numeroso (alla fine del 2008 le religiose erano 68, in 4 monasteri); nel 1930 sorse un'altra famiglia monastica femminile, quella delle olivetane di Schotenhof (35 monache in 5 case nel 2008). Esistono anche alcune congregazioni di suore aggregate agli olivetani, come le Oblate di Santa Francesca Romana, le Suore Stabilite nella Carità, le Olivetane di Jonesboro.

## Statistiche
Oggi la congregazione degli Olivetani ha monasteri in Europa (Francia, Italia, Regno Unito) in Asia (Israele, Corea del Sud), e nelle Americhe (Brasile, Guatemala, Stati Uniti).
Alla fine del 2008 gli olivetani contavano 26 monasteri con 258 monaci, 155 dei quali sacerdoti.

## Historiae Olivetanae
Il monaco e scrittore Secondo Lancellotti (1583 – 1643) pubblicò nel 1623 le Historiae Olivetanae, nelle quali descrisse le vicende dei monasteri olivetani.
Inoltre nel 1628 diede alle stampe Il Mercurio olivetano ovvero La Guida per le strade dell'Italia per le quali sogliono passare i monaci olivetani, una guida dei monasteri olivetani ispirata dai numerosi spostamenti del Lancellotti e Il vestir di bianco di alcuni religiosi, e particolarmente olivetani.